# Charles-René Dejordy de Villebon
Charles-René Dejordy de Villebon, né le 12 juin 1715 dans les îles de Verchères et mort le 15 novembre 1761 dans la baie Aspy, est un militaire et commerçant français.

## Biographie
Il fit carrière comme militaire avec les troupes coloniales. Dès 1749, il avait été promu comme deuxième enseigne, et envoyé comme deuxième aux commandes du Fort La Baye, dans le Wisconsin. En 1756, il fut promu enseigne, et fut actif dans deux campagnes durant la Guerre de Sept Ans.
En 1757, il fut relocalisé aux forts de l'ouest, et fut partenaire avec Louis-Joseph Gaultier de La Vérendrye, qui termina un mandat de trois ans d'engagements avec ses forts. De 1758 à 1760, il prit en charge des problèmes financiers de la monopole de la fourrure, comme dernier des commandants de l'ouest. Durant cette guerre, six des huit forts furent détruits par les amérindiens fidèles aux Anglais, ou abandonnés par les Canadiens. Les deux postes centrales, le Fort Dauphin et le Fort La Reine survécurent, et reçurent des nouveaux occupants après 1760. Dejordy quitta l'ouest canadien en 1760 alors qu'il pouvait le faire, et avant qu'il termine son mandat.
En 1761, il partit de Montréal avec sa famille pour la France. Charles-René, son épouse, sa sœur, et ses trois enfants périrent au large de la côte du Cap-Breton à bord du navire Auguste. À son départ, et immédiatement après, la confusion qui régnait après la conquête du Canada et de la Nouvelle-France, avait fait en sorte qu'il fut accusé de crimes sérieux, que, probablement, il n'avait pas commis. 